# Segunda Divisão Saudita de Futebol
A Segunda Divisão Saudita é uma liga de futebol da, equivalente ao terceiro nível do sistema de ligas da Arábia Saudita. A liga é composta por 24 equipes.

## Promoção e despromoção
O campeão, vice-campeão e terceiro lugar são promovidos para a Liga MS. Os dois últimos clubes de cada grupo são relegados à Terceira Divisão.

## Campeões
| Edição  | Campeão     | Vice          |
| ------- | ----------- | ------------- |
| 1996–97 | Al-Fateh    | Najran        |
| 1997–98 | Al-Nahda    | Al-Shoulla    |
| 1998–99 | Al-Fateh    | Al-Orobah     |
| 1999–00 | Al-Hazem    | Al-Jabalain   |
| 2000–01 | Al-Hmadah   | Ohod          |
| 2001–02 | Hajer       | Sdoos         |
| 2002-03 | Al-Faisaly  | Al-Fateh      |
| 2003–04 | Najran      | Al-Watani     |
| 2004–05 | Al-Watani   | Damac         |
| 2005–06 | Sdoos       | Al-Nahda      |
| 2006–07 | Al-Raed     | Ohod          |
| 2007–08 | Al-Orobah   | Hetten        |
| 2008–09 | Al-Shoulla  | Al-Adalh      |
| 2009–10 | Al-Najma    | Al-Jeel       |
| 2010–11 | Al-Nahda    | Al-Batin      |
| 2011–12 | Sdoos       | Al-Najma      |
| 2012–13 | Al-Diriyah  | Al-Kawkab     |
| 2013–14 | Al-Fayha    | Al-Safa       |
| 2014–15 | Damac       | Al-Nojoom     |
| 2015–16 | Al-Qaisumah | Al-Adalh      |
| 2016–17 | Al-Kawkab   | Jeedah        |
| 2017–18 | Al-Washm    | Al-Jabalain   |
| 2018-19 | Hetten      | Al-Bukayriyah |

#### Títulos por clube
| Clube       | Títulos | Anos dos Títulos |
| ----------- | ------- | ---------------- |
| Al-Fateh    | 2       | 1997, 1999       |
| Al-Nahda    | 2       | 1998, 2011       |
| Sdoos       | 2       | 2006, 2012       |
| Al-Hazem    | 1       | 2000             |
| Al-Hmadah   | 1       | 2001             |
| Hajer       | 1       | 2002             |
| Al-Faisaly  | 1       | 2003             |
| Najran      | 1       | 2004             |
| Al-Watani   | 1       | 2005             |
| Al-Raed     | 1       | 2007             |
| Al Orobah   | 1       | 2008             |
| Al-Shoulla  | 1       | 2009             |
| Al-Najma    | 1       | 2010             |
| Al-Diriyah  | 1       | 2013             |
| Al-Fayha    | 1       | 2014             |
| Damac       | 1       | 2015             |
| Al-Qaisumah | 1       | 2016             |
| Al-Kawkab   | 1       | 2017             |
| Al-Washm    | 1       | 2018             |
| Hetten      | 1       | 2019             |